# Jana Maksimawa
Jana Eduardauna Maksimawa (belarussisch Яна Эдуардаўна Максімава, englisch Yana Maksimava; * 9. Januar 1989 in Vilnius, Litauische Sozialistische Sowjetrepublik, Sowjetunion) ist eine belarussische Leichtathletin, die sich auf den Siebenkampf spezialisiert hat, aber auch im Hochsprung Erfolge feiern konnte.

## Sportliche Karriere
Erste internationale Erfahrungen sammelte Jana Maksimawa im Jahr 2007, als sie bei den Junioreneuropameisterschaften in Hengelo mit 5512 Punkten den fünften Platz belegte. Im Jahr darauf gewann sie bei den Juniorenweltmeisterschaften in Bydgoszcz mit 5766 Punkten die Silbermedaille und qualifizierte sich auch erstmals für die Teilnahme an den Olympischen Spielen in Peking, bei denen sie mit 4806 Punkten auf Rang 33 landete. 2009 wurde sie beim traditionsreichen Hypomeeting in Götzis mit 5951 Punkten Elfte und klassierte sich daraufhin bei den U23-Europameisterschaften in Kaunas mit 5924 Punkten auf dem fünften Platz. 2010 wurde sie beim Hypomeeting mit 6031 Punkten Fünfte und erreichte bei den Europameisterschaften in Barcelona mit 5838 Punkten den 18. Platz. 2011 wurde sie beim Hypomeeting mit 6094 Punkten Neunte und gewann anschließend bei den U23-Europameisterschaften in Ostrava mit 6075 Punkten die Bronzemedaille hinter der Estin Grit Šadeiko und Kateřina Cachová aus Tschechien. Daraufhin nahm sie an der Sommer-Universiade in Shenzhen teil und erreichte dort mit 5725 Punkten Rang sechs. 2012 belegte sie bei den Hallenweltmeisterschaften in Istanbul mit 4601 Punkten den siebten Platz im Hallenfünfkampf. Anschließend erreichte sie beim Hypomeeting in Götzis mit 6040 Punkten Rang 19 und wurde beim TNT-Fortuna-Meeting in Kladno mit 6103 Punkten Dritte und nahm dann erneut an den Olympischen Spielen in London teil und verbesserte sich dort auf 6198 Punkte und belegte damit Rang 15.
Im März 2013 gewann sie bei den Halleneuropameisterschaften in Göteborg mit 4658 Punkten die Silbermedaille im Fünfkampf hinter der Französin Antoinette Nana Djimou Ida. Beim Hypomeeting erreichte sie mit 6194 Punkten den vierten Platz und wurde bei den Weltmeisterschaften in Moskau mit 5982 Punkten 20. Daraufhin klassierte sie sich beim Décastar in Talence mit 6001 Punkten auf dem siebten Platz. Bei den Leichtathletik-Hallenweltmeisterschaften 2014 in Soot wurde sie mit 4651 Punkten Sechste im Fünfkampf und beim Hypomeeting erreichte sie mit 6163 Punkten Rang 13. Daraufhin klassierte sie sich bei den Europameisterschaften in Zürich mit 5983 Punkten auf Rang 16 und wurde beim Décastar mit 6189 Punkten Dritte. Im Jahr darauf wurde sie bei den Halleneuropameisterschaften in Prag mit 4628 Punkten Vierte und erreichte beim Hypomeeting mit 5984 Punkten Rang 16, ehe sie beim Décastar mit 5853 Punkten auf dem siebten Platz landete. Auch beim Hypomeeting 2016 erreichte sie mit 6058 Punkten Rang 16 und wurde daraufhin beim TNT-Express-Meeting mit 6076 Punkten Zweite, ehe sie bei den Europameisterschaften in Amsterdam mit 5702 Punkten auf Rang zwölf landete.
2017 belegte sie bei den Halleneuropameisterschaften in Belgrad mit 4438 Punkten den achten Platz und im Jahr darauf wurde sie beim Hypomeeting mit 5986 Punkten 16.
In den Jahren 2012, 2014 und 2016 wurde Maksimawa belarussische Meisterin im Hochsprung im Freien sowie von 2010 bis 2014 auch in der Halle. Zudem wurde sie 2009 und 2010, von 2013 bis 2016, 2018 und 2021 Hallenmeisterin im Fünfkampf.
Aufgrund ihres Einsatzes bei den Protesten in Belarus ab 2020 gegen den Präsidenten Lukaschenko durfte sie 2021 nicht bei den Olympischen Sommerspielen 2020 in Tokio teilnehmen.

## Persönliche Bestleistungen
- Hochsprung: 1,91 m, 26. Mai 2012 in Götzis
  - Hochsprung (Halle): 1,95 m, 23. Januar 2015 in Minsk
- Siebenkampf: 6198 Punkte, 4. August 2012 in London
- Fünfkampf (Halle): 4742 Punkte, 6. Februar 2015 in Homel

## Privates
Ihr Ehemann ist Andrej Krautschanka. Sie haben eine Tochter und leben seit 2021 aufgrund von politischer Verfolgung in Deutschland.